# Georges Lepape
Georges Lepape (Parigi, 26 maggio 1887 – Bonneval, 15 febbraio 1971) è stato un illustratore francese, particolarmente attivo negli anni trenta.

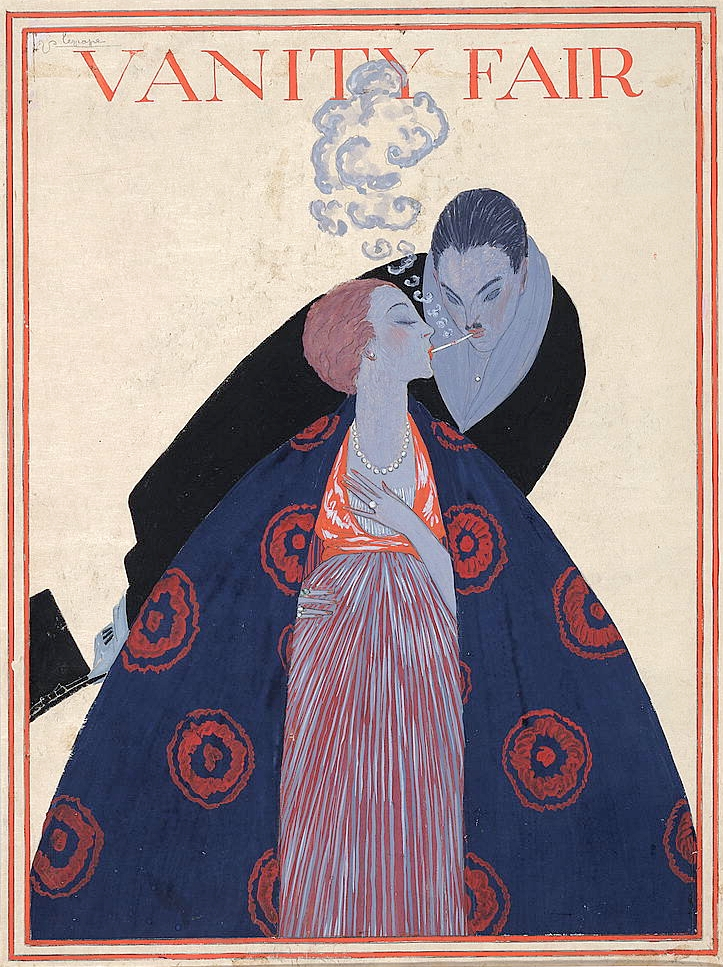
Copertina di Vanity Fair, numero del dicembre 1919.

Noto stilista e critico, collabora alla Gazette du Bon Ton e a varie riviste di moda francesi. Si dedica inoltre all'ideazione di manifesti, tessuti, costumi teatrali e all'illustrazione di libri. Ha collaborato con stilisti come Paul Poiret e con case di moda come Lanvin.

## Biografia
Nel 1910 espone le proprie creazioni presso il Salon d'Automne dove incontra lo stilista Paul Poiret di cui diventa amico. Il catalogo del 1911 Les Choses de Paul Poiret è considerato il suo capolavoro. Collabora alla rivista La Gazette du bon ton per la quale illustra i modelli di Poiret negli anni dieci e quelli di Jeanne Lanvin negli anni venti. In seguito lavorerà per importantissime riviste di moda come Harper's Bazaar, Vanity Fair, Femina, Vogue e Les Feuillets d'art.
Precursore della linea chiara, nelle proprie creazioni Lepape viene influenzato dall'orientalismo, dalle miniature persiane e dai Balletti russi. Nel 1917 collabora nuovamente con Poiret nella realizzazione di marionette sui modelli dello stilista. Nel 1920 partecipa alla mostra La Mode du XX siècle vue par les peintres allestita presso il Musée des Arts Décoratifs di Parigi. Nel 1926 viene invitato a New York da Condé Nast, editore di Vogue negli USA, dove rimane per sei mesi. La qualità dei suoi lavori sarà d'ispirazione per molti illustratori a venire.
Nel corso della sua carriera, Georges Lepape realizza illustrazioni per manifesti pubblicitari, programmi teatrali, tessuti, cataloghi e oltre trenta libri di Paul Géraldy, Sacha Guitry, Alfred de Musset, Stendhal, Victor Hugo e Platone.
Georges Lepape amava ritirarsi per lunghi periodi nella sua villa a picco sul mare di "Les Oursins" a Sainte-Maxime nel Var.